# Кирил Пандов
Кирил Пандов (25 август 1928 г. – 21 март 2014 г.) е български футболист, полузащитник. Легенда на Спартак (Варна), където играе от 1946 г. до 1961 г.
Играл е за Спартак (Варна) от 1948 до 1960 г. Има 207 мача и 4 гола в А група. Бронзов медалист през 1955 г. Има 1 мач за Б националния отбор. „Майстор на спорта“ от 1957 г.